# (3288) Seleucus
(3288) Seleucus ist ein Asteroid des Amor-Typs, der am 28. Februar 1982 von Hans-Emil Schuster an der Europäischen Südsternwarte in La Silla entdeckt wurde. 
Benannt wurde der Asteroid nach dem Diadochen Seleukos I., dem Gründer des Seleukidenreiches.